# Fernando Zampedri
Fernando Matías Zampedri (Chajarí, Entre Ríos; 14 de febrero de 1988) es un futbolista profesional argentino nacionalizado chileno, que se desempeña como delantero y actualmente integra el plantel de la Universidad Católica de la Primera División de Chile. Es capitán del equipo y, además, es el máximo goleador histórico del club. 
Al finalizar la Primera División de Chile 2023, igualó a Eladio Zárate como uno de los dos únicos jugadores en obtener el título de goleo en cuatro torneos largos. En 2024, alcanzó un récord al convertirse en el primer futbolista en ser goleador en cinco temporadas consecutivas, marcando un hito en el fútbol chileno.

## Trayectoria
Comenzó su carrera futbolística en Chajarí, específicamente en el club 1.º de Mayo. Posteriormente, fue probado en Newell’s Old Boys e ingresó a dicha institución. Sin embargo, tras un año sin continuidad, regresó a Chajarí. Más tarde, se trasladó a Rafaela por recomendación de Oscar Gualberto Castro De Los Santos, quien en ese momento dirigía las divisiones inferiores de Atlético de Rafaela en la AFA y lo había entrenado previamente en Chajarí. En Rafaela, se alojó en la pensión de la "Crema" mientras formaba parte de las inferiores de AFA, hasta que finalmente debutó en Primera División en un partido frente a Olimpo en Bahía Blanca. Aquel encuentro, que finalizó con una derrota de 2-0, fue dirigido por Marcelo Fuentes.

### Atlético de Rafaela
En Atlético Rafaela disputó un total de 47 partidos entre el 2008/2010, anotando ocho goles. Su primer gol en primera fue el 26 de junio de 2009 en la victoria 2-0 ante Independiente Rivadavia de Mendoza.

### Atlético Tucumán
Luego de ser el goleador en la B Nacional, en Juventud Unida de Gualeguaychú, firma con Atlético Tucumán un contrato por dos años. Jugó su primer partido ante Racing, en el cual convierte el primer gol del partido y cumple una notable actuación en la victoria en casa de Atlético Tucumán por 2 a 1 sobre La Academia. En su segundo partido enfrenta a Boca Juniors, en La Bombonera, cumpliendo una regular labor a pesar de ser expulsado a 15 minutos del final del partido, ganando Atlético Tucumán por 1 a 0. El segundo gol lo marcó frente a Defensa y Justicia, en la victoria 3 a 1, por la fecha 25 del Campeonato de Primera División. Contra Temperley anota su tercer gol con el club en el empate 1-1. Volvió a marcar en cancha de Independiente, culminando 2 a 0 ante dicho rival, siendo el autor del gol al minuto 1:47 del primer tiempo.
Su primer gol internacional fue ante El Nacional de Ecuador, en el empate 2 a 2. Quedó en el recuerdo de los hinchas al marcar el gol decisivo en el partido de vuelta, en Quito (un episodio por demás cinematográfico) con una particularidad: utilizó la camiseta número 9 del Seleccionado Argentino Sub-20, que pertenecía a Lautaro Martínez. Volvió a anotar, esta vez ante Junior de Barranquilla en la goleada 3-1 y clasificando al equipo tucumano a la fase de grupos de la Copa Libertadores 2017. Anotó un gol en el partido frente a Palmeiras en la primera fecha de la fase de grupos en la Copa Libertadores. Luego entrando a la Copa Conmebol Sudamericana marcando un gol clave para Atlético Tucumán en el que ganaron 3-2 frente a Oriente Petrolero.

### Rosario Central
El 13 de julio de 2017 se confirma su traspaso a Rosario Central por el 100 % del pase y firmando un contrato por cuatro años. Es el goleador del equipo en la Superliga Argentina 2017-18.
En 2018, formó parte del plantel campeón de Rosario Central que obtuvo la Copa Argentina, siendo Zampedri uno de los delanteros titulares habituales en la mayoría de los partidos disputados por el club auriazul en dicho torneo. Además, Zampedri fue el goleador del conjunto rosarino en dicha Copa, y autor del tanto canalla en la final ante Gimnasia de La Plata.

### Universidad Católica

#### Adaptación y primeros títulos en Chile
Tras su paso por Rosario Central, firmó contrato con Universidad Católica como refuerzo para el Torneo de la Primera División de Chile 2020. El acuerdo consistió en un préstamo de 150 mil dólares con opción de compra de 1,5 millones en junio de 2020 y 2 millones a fin de temporada.
Iniciando la temporada 2020, Zampedri comenzó su adaptación en el fútbol chileno recibiendo diversas críticas tras fallar un penal y no anotar goles durante las primeras fechas del torneo nacional. Con el paso de los partidos el jugador se ganó la titularidad y fue importante en la clasificación en el último minuto del club a la Copa Sudamericana 2020 marcando un doblete a los 25' y 89' en el triunfo de la UC ante Internacional por la Copa Libertadores 2020. En Sudamericana fue vital en la clasificación del club a octavos tras marcar a los 81' el segundo gol en el triunfo 2 a 1 de su club ante Sol de América. Luego de anotar otro gol a River Plate de Uruguay, avanzando a cuartos anotó un gol contra Vélez Sarsfield en el partido de ida en Buenos Aires, donde la UC ganó 2 a 1, sin embargo, Zampedri para el partido de vuelta fue diagnosticado con COVID por lo que se perdió el encuentro de vuelta en la que el club fue eliminado por un global de 3-4.
En diciembre de 2020, la UC llegó a un acuerdo con Rosario Central por la compra del 100% de su pase hasta diciembre de 2023, la operación rondó los 1,5 millones de dólares. En febrero de 2021, tras los retrasos por la pandemia, celebró su primer título nacional con Universidad Católica al ganar el campeonato Primera División 2020, siendo el goleador de dicho campeonato con 20 goles en 32 partidos. En marzo de 2021 se disputó la Supercopa 2020, donde la UC se coronó campeón con un triunfo 4-2 sobre Colo Colo, con un gol de Zampedri.

#### Bigoleador del torneo nacional
Para la temporada 2021, fue nuevamente goleador del club en Copa Libertadores, esta vez con dos anotaciones y en compañía de Diego Valencia, anotando un gol frente a Nacional en el triunfo de su club por 3 a 1 y otro en el triunfo por la cuenta mínima ante Argentinos Juniors en Buenos Aires. A finales de ese año, con el club disputó la final de la Supercopa 2021, marcando por lanzamiento penal el empate 1 a 1 frente a Ñublense, el título se definió finalmente en tanda de penales donde la UC se coronó tricampeón de está competencia.
Por el torneo nacional fue importante en varios partidos, destacando el triunfo de su club ante Cobresal por la fecha 9 anotando un doblete en el triunfo 2 a 1 marcando uno de sus goles al minuto 95', en el triunfo 3 a 1 sobre O'Higgins marcando otro doblete por la fecha 29, partido donde los jugadores del club no tenían entrenamientos, esto después del partido ante Colo Colo y que debido a la confirmación de la variante delta, tanto el cacique como los jugadores de la UC debieron quedar en cuarentena provisoria. Otro encuentro donde fue vital fue en la fecha 31 ante Universidad de Chile, donde la institución ganó por la cuenta mínima con gol de Zampedri.
Tras descontar una ventaja de 5 puntos a falta de 6 fechas ante Colo Colo, la institución se coronó tetracampeón del torneo nacional, tras ganar las ediciones 2018, 2019, 2020 y 2021, formando parte de la obtención de los últimos dos títulos y esta nueva estrella se convirtió en su cuarto título con la franja. Zampedri se convirtió nuevamente en el goleador del torneo nacional, esta vez liderando en compañía de Gonzalo Sosa, anotó 23 goles y participó en 29 fechas de un total de 32.

#### Nuevos títulos de goleador en Chile
Durante la temporada 2022, la UC tuvo un pobre desempeño internacionalmente donde el club quedó eliminado en fase de grupos de la libertadores, donde anotó dos goles, por la ida y la vuelta ante Sporting Cristal, finalmente, Universidad Católica clasificó como el peor tercero del grupo a la sudamericana, siendo eliminados rápidamente en los octavos de final ante São Paulo, donde alcanzó a anotar un gol en dicha competencia.
Por los torneos locales, el rendimiento no fue distinto, por el torneo la franja se mantuvo por debajo de la mitad de la tabla durante todo el primer semestre, y con la llegada de Holan el club solo alcanzó a clasificar a la sudamericana del próximo año. Marcaría 3 dobletes, uno de ellos en el triunfo de visita 3 a 2 de su club ante Coquimbo Unido, en el triunfo de local 3 a 0 ante Unión la Calera y de local en el triunfo 2 a 0 nuevamente ante Coquimbo. Sería fundamental al marcar el único gol en los triunfos por la cuenta mínima ante Curicó Unido y Huachipato. Frente a los clásicos rivales, marcaría un gol en el partido de local y de visita ante Universidad de Chile, en el triunfo 2 a 1 y 3 a 0, respectivamente, ante Colo Colo marcaría en el empate de local por 1 a 1.
Pese al mal desempeño del equipo, por tercer año consecutivo, fue el goleador de la máxima categoría del fútbol chileno, en esta ocasión anotando 18 anotaciones, participando en 29 fechas de un total de 30, convirtiéndose en el sexto trigoleador del torneo nacional chileno. Asimismo, por la Copa Chile, la UC disputó 6 partidos quedando eliminados en cuartos de final, a pesar de lo cual el jugador también se convirtió en el goleador de dicha competición con 6 goles.

#### Centena de goles y tetragoleador del fútbol chileno
En la temporada 2023, por el ámbito internacional, solo jugaría un encuentro ya que Católica repetiría un pobre desempeño siendo eliminado en primera fase ante Audax Italiano por la Copa Sudamericana 2023, donde marcaría un doblete en la derrota 3 a 2 de su club, con dichos goles alcanzó a Jorge Quinteros como máximo goleador del club en Sudamericana con 6 dianas y se ubicó como el segundo jugador con más goles internacionales con el equipo con 14 goles (8 en libertadores y 6 en sudamericana) quedando por detrás de Alberto Acosta que registra 19 tantos internacionales.
Por los torneos locales, en Copa Chile la UC se enfrentó a Deportes Colina y pese a las diferencia de plantel el club no subió su nivel y ante un polémico gol marcado al minuto 97, donde el cuadro rival reclamaba falta en ataque de Zampedri, el jugador marcó el 1 a 1 final que llevaría la llave a una definición a penales, donde la UC se impondría por 4 a 2. En liga comenzaría nuevamente anotando goles, por la primera fecha frente a Everton marcaría un gol en el 3-0 a favor del cuadro cruzado, ingresando el 22 de enero de 2023 al top 10 de los máximos goleadores del club con 83 goles en 131 partidos. Por las siguientes fechas, anotaría nuevamente en el empate 3 a 3 ante Cobresal, en el triunfo 5 a 2 ante Palestino, en la victoria 2 a 1 de su club ante Ñublense, marcando el gol del triunfo al minuto 94. Pese al mal desempeño de su club continuó marcando goles, destacando sus dobletes en el empate a 2 ante Unión Española, encuentro que iban perdiendo por 2 a 0, y en el triunfo 4 a 1 de visita ante Deportes Copiapó.
Luego de finalizar la primera rueda del torneo nacional, en mayo de 2023 fue sometido a una cirugía para arreglar una exostosis de calcáneo en su pie derecho, lesión que lo dejó por primera vez como suplente y fuera de alguna citación, quitando encuentros donde fue suspendido o por temas de COVID, en sus cuatro temporadas en el club. El 16 de julio del mismo año, tras la salida de Matías Dituro se convirtió en el nuevo capitán de Universidad Católica.
En octubre, el jugador llegó un acuerdo con el club para extender su contrato por dos años hasta diciembre de 2025,días después, el 7 del mismo mes marcó su primer triplete como jugador en toda su carrera en el triunfo de su equipo de visita ante O'Higgins por 3 a 0.Con dicho triplete, el jugador llegó a los cien goles con Universidad Católica, convirtiéndose en el sexto jugador en la historia del club en alcanzar dicha hazaña, y el primero del siglo XXI. Finalmente anotaría 2 goles más por la liga alcanzando las 17 dianas convirtiéndose una vez más como el goleador del fútbol chileno, logrando así ser el primer futbolista en ser tetragoleador de manera consecutiva en Chile e igualando a Eladio Zárate como los únicos jugadores en conseguir el título de goleo en 4 torneos largos.

#### Máximo goleador del club y pentagoleador del fútbol chileno
Iniciando la temporada 2024, marcó su primer gol en la fecha 3 del campeonato nacional mediante el lanzamiento penal en el triunfo 2 a 0 frente a Palestino. Posteriormente, no anotó goles durante cinco partidos incluyendo la derrota frente a Coquimbo Unido por la Copa Sudamericana, volviendo a marcar un gol en la victoria 2 a 0 frente a Cobresal por la fecha 7 donde igualaría a Osvaldo Hurtado como quinto goleador del club con 104 anotaciones. Por la octava fecha el 13 de abril de 2024 aportó con una anotación en el triunfo 3 a 2 frente a Deportes Iquique, igualando los 105 goles de Néstor Isella, compartiendo el récord del máximo goleador extranjero de la institución. En mayo de 2024, anotó su gol número 106 en el triunfo 2 a 1 ante Unión Española, superando el récord de Isella que mantuvo desde 1965.Ese mismo mes, anotó su doblete número 20 con la camiseta cruzada en la victoria de su club 3 a 2 ante O'Higgins, con dichos goles alcanzó la barrera de los 108 goles ubicándose en la tercera posición de los goleadores de Universidad Católica compartiendo el podio con Alberto Fouillioux.
El 18 de mayo, anotó su gol 109 para superar Fouillioux, el cual fue una chilena que significó el triunfo ante Universidad de Chile en el clásico universitario, donde la franja ganó por 2 a 1 con la anotación de Zampedri, considerada como la mejor anotación del torneo nacional. Finalizando la primera rueda del torneo nacional, marcó un doblete en la victoria por 4 a 1 frente a Cobreloa. Comenzando el segundo semestre, marcaría nuevamente un doblete, esta vez, ante Unión La Calera. El 28 de julio, marcaría de penal en el último minuto frente a Ñublense marcando el 2 a 1 definitivo a favor de Universidad Católica. Con dicha anotación alcanzó los 114 goles igualando a Raimundo Infante como el segundo goleador del club. Posteriormente, en tres fechas consecutivas marcaría un tanto ante Audax, Huachipato y Cobresal, llegando a los 117 goles antes de la pausa del torneo nacional debido a las clasificatorias sudamericanas.
El 25 de septiembre de 2024, convertiría su gol número 16 en el torneo nacional en el triunfo por 4 a 1 de su club ante Deportes Copiapó. Con dicho gol se ubicó como máximo goleador del club en compañía de Rodrigo Barrera con 118 goles, récord que tenía el chileno desde 2002. En el clásico universitario del 19 de octubre de 2024, convertiría el 1-0 ante la Universidad de Chile, llegando a los 119 goles y ubicándose en solitario como el máximo goleador en la historia del club.En las dos últimas fechas, Zampedri marcaría un tanto en ambos partidos, alcanzado las 19 dianas en el torneo nacional. Dicha marcha lo convirtió en pentagoleador del fútbol chileno, siendo el primer jugador en alcanzar dicha hazaña.

## Selección nacional
El martes 18 de febrero de 2025, obtuvo su nacionalidad chilena.El 7 de marzo del mismo año, fue convocado por el director técnico de la selección chilena, Ricardo Gareca, para la doble fecha de las Clasificatorias sudamericanas para el mundial 2026 contra Paraguay y Ecuador.

#### Participaciones en Clasificatorias a Copas del Mundo
| Eliminatorias                | Resultado  | Posición | Partidos | Goles | Asistencias |
| ---------------------------- | ---------- | -------- | -------- | ----- | ----------- |
| Clasificatorias Mundial 2026 | Eliminados | 10°      | 2        | 0     | 0           |

#### Partidos internacionales
| Partidos internacionales | Partidos internacionales | Partidos internacionales                          | Partidos internacionales | Partidos internacionales | Partidos internacionales | Partidos internacionales | Partidos internacionales | Partidos internacionales | Partidos internacionales     |
| N.º                      | Fecha                    | Estadio                                           | Local                    | Resultado                | Visitante                | Goles                    | Asistencias              | DT                       | Competición                  |
| ------------------------ | ------------------------ | ------------------------------------------------- | ------------------------ | ------------------------ | ------------------------ | ------------------------ | ------------------------ | ------------------------ | ---------------------------- |
| 1                        | 20 de marzo de 2025      | Defensores del Chaco, Asunción, Paraguay          | Paraguay                 | 1-0                      | Chile                    |                          |                          | Ricardo Gareca           | Clasificatorias Mundial 2026 |
| 2                        | 25 de marzo de 2025      | Nacional Julio Martínez Prádanos, Santiago, Chile | Chile                    | 0-0                      | Ecuador                  |                          |                          | Ricardo Gareca           | Clasificatorias Mundial 2026 |
| Total                    | Total                    | Total                                             | Presencias               | 2                        | Goles                    | 0                        |                          |                          |                              |

| Selección chilena | Selección chilena | Selección chilena |
| Año               | Partidos          | Goles             |
| ----------------- | ----------------- | ----------------- |
| 2025              | 2                 | 0                 |
| Total             | 2                 | 0                 |

## Estadísticas

### Clubes
| Club                         | Div.          | Temporada     | Liga  | Liga  | Liga   | Copas nacionales | Copas nacionales | Copas nacionales | Torneos internacionales | Torneos internacionales | Torneos internacionales | Total | Total | Total  | Media goleadora |
| Club                         | Div.          | Temporada     | Part. | Goles | Asist. | Part.            | Goles            | Asist.           | Part.                   | Goles                   | Asist.                  | Part. | Goles | Asist. | Media goleadora |
| ---------------------------- | ------------- | ------------- | ----- | ----- | ------ | ---------------- | ---------------- | ---------------- | ----------------------- | ----------------------- | ----------------------- | ----- | ----- | ------ | --------------- |
| Atlético Rafaela Argentina   | 2.ª           | 2008-09       | 13    | 4     | 0      | —                | —                | —                | —                       | —                       | —                       | 13    | 4     | 0      | 0.33            |
| Atlético Rafaela Argentina   | 2.ª           | 2009-10       | 34    | 3     | 6      | —                | —                | —                | —                       | —                       | —                       | 34    | 3     | 6      | 0.09            |
| Atlético Rafaela Argentina   | Total         | Total         | 47    | 7     | 6      | 0                | 0                | 0                | 0                       | 0                       | 0                       | 47    | 7     | 6      | 0.15            |
| Sportivo Belgrano Argentina  | 3.ª           | 2010-11       | 21    | 10    | 0      | —                | —                | —                | —                       | —                       | —                       | 21    | 10    | 0      | 0.48            |
| Crucero del Norte Argentina  | 3.ª           | 2011-12       | 18    | 3     | 0      | —                | —                | —                | —                       | —                       | —                       | 18    | 3     | 0      | 0.17            |
| Crucero del Norte Argentina  | Total         | Total         | 18    | 3     | 0      | 0                | 0                | 0                | 0                       | 0                       | 0                       | 18    | 3     | 0      | 0.17            |
| Sportivo Belgrano Argentina  | 3.ª           | 2012-13       | 26    | 4     | 0      | 2                | 0                | 0                | —                       | —                       | —                       | 28    | 4     | 0      | 0.14            |
| Sportivo Belgrano Argentina  | Total         | Total         | 47    | 14    | 0      | 2                | 0                | 0                | 0                       | 0                       | 0                       | 49    | 14    | 0      | 0.14            |
| Guillermo Brown Argentina    | 3.ª           | 2013-14       | 32    | 22    | 0      | —                | —                | —                | —                       | —                       | —                       | 32    | 22    | 0      | 0.69            |
| Guillermo Brown Argentina    | Total         | Total         | 32    | 22    | 0      | 0                | 0                | 0                | 0                       | 0                       | 0                       | 32    | 22    | 0      | 0.69            |
| Boca Unidos Argentina        | 2.ª           | 2014          | 4     | 0     | 0      | —                | —                | —                | —                       | —                       | —                       | 4     | 0     | 0      | 0.00            |
| Boca Unidos Argentina        | Total         | Total         | 4     | 0     | 0      | 0                | 0                | 0                | 0                       | 0                       | 0                       | 4     | 0     | 0      | 0.00            |
| Juventud Unida Argentina     | 2.ª           | 2015          | 38    | 25    | 0      | —                | —                | —                | —                       | —                       | —                       | 38    | 25    | 0      | 0.66            |
| Juventud Unida Argentina     | Total         | Total         | 38    | 25    | 0      | 0                | 0                | 0                | 0                       | 0                       | 0                       | 38    | 25    | 0      | 0.66            |
| Atlético Tucumán Argentina   | 1.ª           | 2016          | 12    | 3     | 0      | 1                | 0                | 0                | —                       | —                       | —                       | 13    | 3     | 0      | 0.23            |
| Atlético Tucumán Argentina   | 1.ª           | 2016-17       | 22    | 11    | 2      | —                | —                | —                | 10                      | 6                       | 2                       | 32    | 17    | 4      | 0.53            |
| Atlético Tucumán Argentina   | Total         | Total         | 34    | 14    | 2      | 1                | 0                | 0                | 10                      | 6                       | 2                       | 45    | 20    | 4      | 0.44            |
| Rosario Central Argentina    | 1.ª           | 2017-18       | 24    | 7     | 3      | 4                | 2                | 0                | 2                       | 0                       | 0                       | 30    | 9     | 3      | 0.3             |
| Rosario Central Argentina    | 1.ª           | 2018-19       | 21    | 4     | 1      | 8                | 4                | 0                | 4                       | 1                       | 1                       | 33    | 9     | 2      | 0.28            |
| Rosario Central Argentina    | Total         | Total         | 45    | 11    | 4      | 12               | 6                | 0                | 6                       | 1                       | 1                       | 63    | 18    | 5      | 0.29            |
| Universidad Católica · Chile | 1.ª           | 2020          | 32    | 20    | 0      | 2                | 1                | 0                | 11                      | 7                       | 0                       | 45    | 28    | 0      | 0.62            |
| Universidad Católica · Chile | 1.ª           | 2021          | 29    | 23    | 4      | 5                | 2                | 0                | 7                       | 2                       | 0                       | 41    | 27    | 4      | 0.66            |
| Universidad Católica · Chile | 1.ª           | 2022          | 29    | 18    | 0      | 7                | 6                | 0                | 8                       | 3                       | 0                       | 44    | 27    | 0      | 0.61            |
| Universidad Católica · Chile | 1.ª           | 2023          | 28    | 17    | 2      | 5                | 1                | 0                | 1                       | 2                       | 0                       | 34    | 20    | 2      | 0.59            |
| Universidad Católica · Chile | 1.ª           | 2024          | 28    | 19    | 2      | 1                | 0                | 0                | 1                       | 0                       | 0                       | 30    | 19    | 2      | 0.63            |
| Universidad Católica · Chile | 1.ª           | 2025          | 15    | 9     | 1      | 5                | 1                | 0                | 1                       | 1                       | 0                       | 21    | 11    | 1      | 0.52            |
| Universidad Católica · Chile | Total         | Total         | 161   | 106   | 9      | 25               | 11               | 0                | 29                      | 15                      | 0                       | 215   | 132   | 9      | 0.61            |
| Total carrera                | Total carrera | Total carrera | 426   | 202   | 21     | 40               | 17               | 0                | 45                      | 22                      | 0                       | 511   | 241   | 24     | 0.47            |
| 1. 2. 3. 4.                  |               |               |       |       |        |                  |                  |                  |                         |                         |                         |       |       |        |                 |

### Resumen estadístico
| Competición                   | Partidos | Goles | Asistencias | Media goleadora |
| ----------------------------- | -------- | ----- | ----------- | --------------- |
| Primera División de Argentina | 79       | 25    | 6           | 0.32            |
| Primera División de Chile     | 161      | 106   | 9           | 0.66            |
| Primera B Nacional            | 89       | 32    | 6           | 0.36            |
| Torneo Argentino A            | 97       | 39    | 0           | 0.4             |
| Copa Argentina                | 13       | 6     | 0           | 0.46            |
| Supercopa Argentina           | 1        | 0     | 0           | 0.00            |
| Copa de la Superliga          | 1        | 0     | 0           | 0.00            |
| Copa Chile                    | 22       | 9     | 0           | 0.41            |
| Supercopa de Chile            | 3        | 2     | 0           | 0.67            |
| Copa Libertadores             | 32       | 14    | 2           | 0.44            |
| Copa Sudamericana             | 13       | 8     | 1           | 0.62            |
| Total                         | 511      | 241   | 24          | 0.47            |

### Clubes a los que más le ha anotado con Universidad Católica
Datos actualizados al último partido jugado el 15 de junio de 2025.
- Cantidad de rivales a los que marcó gol: 34/40.[86][87]

| Goles con Universidad Católica | Goles con Universidad Católica | Goles con Universidad Católica | Goles con Universidad Católica | Goles con Universidad Católica | Goles con Universidad Católica |
|                                | Rival                          | Goles                          | Asist.                         | Partidos                       | Media goleadora                |
| ------------------------------ | ------------------------------ | ------------------------------ | ------------------------------ | ------------------------------ | ------------------------------ |
| 1                              | Audax italiano                 | 10                             | 0                              | 13                             | 0.77                           |
| 2                              | O'Higgins                      | 9                              | 0                              | 10                             | 0.9                            |
| 3                              | Unión Española                 | 9                              | 2                              | 11                             | 0.82                           |
| 4                              | Cobresal                       | 8                              | 1                              | 10                             | 0.8                            |
| 5                              | Universidad de Chile           | 8                              | 0                              | 13                             | 0.62                           |
| 6                              | Curicó Unido                   | 7                              | 0                              | 8                              | 0.88                           |
| 7                              | Huachipato                     | 7                              | 0                              | 8                              | 0.78                           |
| 8                              | Palestino                      | 7                              | 1                              | 12                             | 0.58                           |
| 9                              | Deportes Antofagasta           | 6                              | 1                              | 6                              | 1                              |
| 10                             | Unión La Calera                | 6                              | 0                              | 10                             | 0.6                            |
| 11                             | Coquimbo Unido                 | 6                              | 0                              | 9                              | 0.67                           |
| 12                             | Ñublense                       | 5                              | 1                              | 8                              | 0.63                           |
| 13                             | Everton                        | 5                              | 0                              | 16                             | 0.31                           |
| 14                             | Santiago Wanderers             | 4                              | 0                              | 6                              | 0.67                           |
| 15                             | Cobreloa                       | 3                              | 0                              | 2                              | 1.5                            |
| 16                             | Deportes Copiapó               | 3                              | 1                              | 4                              | 0.75                           |
| 17                             | Deportes Iquique               | 3                              | 0                              | 6                              | 0.5                            |
| 18                             | Deportes La Serena             | 3                              | 0                              | 7                              | 0.43                           |
| 19                             | Internacional                  | 2                              | 0                              | 2                              | 1                              |
| 20                             | Sporting Cristal               | 2                              | 0                              | 2                              | 1                              |
| 21                             | Unión San Felipe               | 2                              | 0                              | 2                              | 1                              |
| 22                             | Colo Colo                      | 2                              | 0                              | 14                             | 0.14                           |
| 23                             | Deportes Limache               | 1                              | 0                              | 1                              | 1                              |
| 24                             | Deportes Colina                | 1                              | 0                              | 1                              | 1                              |
| 25                             | Vélez Sarfield                 | 1                              | 0                              | 1                              | 1                              |
| 26                             | América de Cali                | 1                              | 0                              | 2                              | 0.5                            |
| 27                             | Argentinos Juniors             | 1                              | 0                              | 2                              | 0.5                            |
| 28                             | Gremio                         | 1                              | 0                              | 2                              | 0.5                            |
| 29                             | Deportes Melipilla             | 1                              | 1                              | 2                              | 0.5                            |
| 30                             | Sao Paulo                      | 1                              | 0                              | 2                              | 0.5                            |
| 31                             | Club Sol de América            | 1                              | 0                              | 2                              | 0.5                            |
| 32                             | River Plate                    | 1                              | 0                              | 2                              | 0.5                            |
| 33                             | Nacional                       | 1                              | 0                              | 2                              | 0.5                            |
| 34                             | Universidad de Concepción      | 1                              | 0                              | 2                              | 0.5                            |
| 35                             | San Luis                       | 0                              | 0                              | 2                              | 0                              |
| 36                             | Atlético Nacional              | 0                              | 0                              | 1                              | 0                              |
| 37                             | Magallanes                     | 0                              | 0                              | 1                              | 0                              |
| 38                             | Palmeiras                      | 0                              | 0                              | 2                              | 0                              |
| 39                             | Flamengo                       | 0                              | 0                              | 2                              | 0                              |
| 40                             | Talleres                       | 0                              | 0                              | 2                              | 0                              |
| Total carrera                  | Total carrera                  | 130                            | 8                              | 211                            | 0.62                           |

### Goles internacionales
| Goles en Copa Libertadores | Goles en Copa Libertadores | Goles en Copa Libertadores | Goles en Copa Libertadores | Goles en Copa Libertadores | Goles en Copa Libertadores | Goles en Copa Libertadores | Goles en Copa Libertadores | Goles en Copa Libertadores |
| Fecha                      | Resultados                 | Resultados                 | Resultados                 | Resultados                 | Lugar                      | Estadio                    | Temporada                  | Gol                        |
| -------------------------- | -------------------------- | -------------------------- | -------------------------- | -------------------------- | -------------------------- | -------------------------- | -------------------------- | -------------------------- |
| 01-02-2017                 | Atlético Tucumán           | 2                          | 2                          | El Nacional                | Tucumán                    | Monumental J. Fierro       | 2017                       | 1                          |
| 08-02-2017                 | Atlético Tucumán           | 1                          | 0                          | El Nacional                | Quito                      | Olímpico Atahualpa         | 2017                       | 1                          |
| 23-02-2017                 | Atlético Tucumán           | 3                          | 1                          | Junior                     | Tucumán                    | Monumental J. Fierro       | 2017                       | 1                          |
| 09-03-2017                 | Atlético Tucumán           | 1                          | 1                          | Palmeiras                  | Tucumán                    | Monumental J. Fierro       | 2017                       | 1                          |
| 03-05-2017                 | Atlético Tucumán           | 2                          | 1                          | Peñarol                    | Tucumán                    | Monumental J. Fierro       | 2017                       | 1                          |
| 07-03-2019                 | Rosario Central            | 1                          | 1                          | Gremio                     | Rosario                    | Gigante de Arroyito        | 2019                       | 1                          |
| 17-09-2020                 | Universidad Católica       | 2                          | 0                          | Gremio                     | Santiago                   | San Carlos                 | 2020                       | 1                          |
| 24-09-2020                 | Universidad Católica       | 1                          | 1                          | América de Cali            | Cali                       | Olímpico Pascual           | 2020                       | 1                          |
| 23-10-2020                 | Universidad Católica       | 2                          | 1                          | Internacional              | Santiago                   | San Carlos                 | 2020                       | 2                          |
| 06-05-2021                 | Universidad Católica       | 3                          | 1                          | Nacional                   | Santiago                   | San Carlos                 | 2021                       | 1                          |
| 13-05-2021                 | Universidad Católica       | 1                          | 0                          | Argentinos Juniors         | Buenos Aires               | Estadio Maradona           | 2021                       | 1                          |
| 13-04-2022                 | Universidad Católica       | 2                          | 1                          | Sporting Cristal           | Santiago                   | San Carlos                 | 2022                       | 1                          |
| 05-05-2022                 | Universidad Católica       | 1                          | 1                          | Sporting Cristal           | Lima                       | Alberto Gallardo           | 2022                       | 1                          |

| Goles en Copa Sudamericana | Goles en Copa Sudamericana | Goles en Copa Sudamericana | Goles en Copa Sudamericana | Goles en Copa Sudamericana | Goles en Copa Sudamericana | Goles en Copa Sudamericana | Goles en Copa Sudamericana | Goles en Copa Sudamericana |
| Fecha                      | Resultados                 | Resultados                 | Resultados                 | Resultados                 | Lugar                      | Estadio                    | Temporada                  | Gol                        |
| -------------------------- | -------------------------- | -------------------------- | -------------------------- | -------------------------- | -------------------------- | -------------------------- | -------------------------- | -------------------------- |
| 12-07-2017                 | Atlético Tucumán           | 2                          | 3                          | Oriente Petrolero          | Santa Cruz                 | Ramón Tahuichi             | 2017                       | 1                          |
| 06-11-2020                 | Universidad Católica       | 2                          | 1                          | Sol de América             | Santiago                   | San Carlos                 | 2020                       | 1                          |
| 26-11-2020                 | Universidad Católica       | 2                          | 1                          | River Plate                | Montevideo                 | Federico Omar Saroldi      | 2020                       | 1                          |
| 09-12-2020                 | Universidad Católica       | 2                          | 1                          | Vélez Sarsfield            | Buenos Aires               | José Amalfitani            | 2020                       | 1                          |
| 01-07-2022                 | Universidad Católica       | 2                          | 4                          | São Paulo                  | Santiago                   | San Carlos                 | 2022                       | 1                          |
| 07-03-2023                 | Universidad Católica       | 2                          | 3                          | Audax Italiano             | Rancagua                   | El Teniente                | 2023                       | 2                          |
| 04-03-2025                 | Universidad Católica       | 1                          | 1                          | Palestino                  | Coquimbo                   | Francisco Sánchez Rumoroso | 2025                       | 1                          |

### Dobletes
| Partidos en los que anotó dobletes | Partidos en los que anotó dobletes | Partidos en los que anotó dobletes | Partidos en los que anotó dobletes | Partidos en los que anotó dobletes | Partidos en los que anotó dobletes | Partidos en los que anotó dobletes | Partidos en los que anotó dobletes | Partidos en los que anotó dobletes | Partidos en los que anotó dobletes |
| N.º                                | Fecha                              | Resultados                         | Resultados                         | Resultados                         | Resultados                         | Lugar                              | Estadio                            | Temporada / Competición            | Temporada / Competición            |
| ---------------------------------- | ---------------------------------- | ---------------------------------- | ---------------------------------- | ---------------------------------- | ---------------------------------- | ---------------------------------- | ---------------------------------- | ---------------------------------- | ---------------------------------- |
| 1                                  | 08-03-2011                         | Atlético Rafaela                   | 4                                  | 2                                  | Estudiantes (RC)                   | Córdoba                            | Juan Pablo Francia                 | 2010-11                            | Federal A                          |
| 2                                  | 25-08-2023                         | Guillermo Brown                    | 3                                  | 0                                  | Estudiantes (San Luis)             | Madryn                             | Raúl Conti                         | 2013-14                            | Federal A                          |
| 3                                  | 08-09-2013                         | Guillermo Brown                    | 3                                  | 0                                  | Racing Olavarría                   | Madryn                             | Raúl Conti                         | 2013-14                            | Federal A                          |
| 4                                  | 06-10-2013                         | Guillermo Brown                    | 2                                  | 0                                  | Rivadavia Lincoln                  | Madryn                             | Raúl Conti                         | 2013-14                            | Federal A                          |
| 5                                  | 13-10-2013                         | Guillermo Brown                    | 2                                  | 2                                  | Santamarina                        | Buenos Aires                       | San Martín                         | 2013-14                            | Federal A                          |
| 6                                  | 16-04-2014                         | Guillermo Brown                    | 2                                  | 4                                  | Juventud Unida                     | San Luis                           | Sebastián Diez                     | 2013-14                            | Federal A                          |
| 7                                  | 11-04-2015                         | Juventud Unida                     | 2                                  | 1                                  | Ferro Carril Oeste                 | Gualeguaychú                       | Luis Delfino                       | 2015                               | Primera Nacional                   |
| 8                                  | 18-04-2015                         | Juventud Unida                     | 2                                  | 2                                  | Villa Dálmine                      | Buenos Aires                       | El Coliseo                         | 2015                               | Primera B                          |
| 9                                  | 23-05-2015                         | Juventud Unida                     | 2                                  | 1                                  | Chacarita Juniors                  | Gualeguaychú                       | Luis Delfino                       | 2015                               | Primera B                          |
| 10                                 | 06-06-2015                         | Juventud Unida                     | 2                                  | 1                                  | I. Rivadavia                       | Gualeguaychú                       | Luis Delfino                       | 2015                               | Primera B                          |
| 11                                 | 08-07-2015                         | Juventud Unida                     | 4                                  | 1                                  | Gimnasia Jujuy                     | Jujuy                              | 23 de Agosto                       | 2015                               | Primera B                          |
| 12                                 | 26-07-2015                         | Juventud Unida                     | 2                                  | 1                                  | Unión Mar del Plata                | Gualeguaychú                       | Luis Delfino                       | 2015                               | Primera B                          |
| 13                                 | 04-12-2016                         | Atlético Tucumán                   | 2                                  | 1                                  | Godoy Cruz                         | Mendoza                            | Malvinas                           | 2016-17                            | Primera División                   |
| 14                                 | 26-03-2017                         | Atlético Tucumán                   | 2                                  | 2                                  | Temperley                          | Buenos Aires                       | Alfredo Beranger                   | 2016-17                            | Primera División                   |
| 15                                 | 09-02-2020                         | Universidad Católica               | 3                                  | 2                                  | Deportes Antofagasta               | Antofagasta                        | Calvo y Bascuñán                   | 2020                               | Primera División                   |
| 16                                 | 22-10-2020                         | Universidad Católica               | 2                                  | 1                                  | Internacional                      | Santiago                           | San Carlos                         | 2020                               | Libertadores                       |
| 17                                 | 11-11-2020                         | Universidad Católica               | 2                                  | 3                                  | Curicó Unido                       | Curicó                             | La Granja                          | 2020                               | Primera División                   |
| 18                                 | 15-11-2020                         | Universidad Católica               | 2                                  | 1                                  | Cobresal                           | Santiago                           | San Carlos                         | 2020                               | Primera División                   |
| 19                                 | 27-12-2020                         | Universidad Católica               | 2                                  | 2                                  | Audax Italiano                     | Santiago                           | Bicentenario                       | 2020                               | Primera División                   |
| 20                                 | 30-05-2021                         | Universidad Católica               | 2                                  | 1                                  | Cobresal                           | Santiago                           | San Carlos                         | 2021                               | Primera División                   |
| 21                                 | 07-08-2021                         | Universidad Católica               | 4                                  | 3                                  | Deportes La Serena                 | Santiago                           | San Carlos                         | 2021                               | Primera División                   |
| 22                                 | 12-09-2021                         | Universidad Católica               | 4                                  | 2                                  | Curicó Unido                       | Curicó                             | La Granja                          | 2021                               | Primera División                   |
| 23                                 | 20-10-2021                         | Universidad Católica               | 3                                  | 2                                  | Santiago Wanderers                 | Santiago                           | San Carlos                         | 2021                               | Primera División                   |
| 24                                 | 31-10-2021                         | Universidad Católica               | 3                                  | 1                                  | O'Higgins                          | Rancagua                           | El Teniente                        | 2021                               | Primera División                   |
| 25                                 | 04-11-2021                         | Universidad Católica               | 4                                  | 0                                  | Deportes Antofagasta               | Santiago                           | San Carlos                         | 2021                               | Primera División                   |
| 26                                 | 05-02-2022                         | Universidad Católica               | 2                                  | 3                                  | Coquimbo Unido                     | Coquimbo                           | Francisco Sánchez                  | 2022                               | Primera División                   |
| 27                                 | 13-05-2022                         | Universidad Católica               | 3                                  | 0                                  | Unión La Calera                    | Santiago                           | San Carlos                         | 2022                               | Primera División                   |
| 28                                 | 18-06-2022                         | Universidad Católica               | 3                                  | 1                                  | Unión San Felipe                   | Quillota                           | Lucio Fariña                       | 2022                               | Copa Chile                         |
| 29                                 | 03-07-2022                         | Universidad Católica               | 2                                  | 0                                  | Coquimbo Unido                     | Santiago                           | San Carlos                         | 2022                               | Primera División                   |
| 30                                 | 20-08-2022                         | Universidad Católica               | 3                                  | 0                                  | Audax Italiano                     | Santiago                           | San Carlos                         | 2022                               | Copa Chile                         |
| 31                                 | 07-03-2023                         | Universidad Católica               | 2                                  | 3                                  | Audax Italiano                     | Rancagua                           | El Teniente                        | 2023                               | Sudamericana                       |
| 32                                 | 19-03-2023                         | Universidad Católica               | 2                                  | 2                                  | Unión Española                     | La Serena                          | La Portada                         | 2023                               | Primera División                   |
| 33                                 | 14-05-2023                         | Universidad Católica               | 4                                  | 1                                  | Deportes Copiapó                   | Copiapó                            | Luis Valenzuela                    | 2023                               | Primera División                   |
| 34                                 | 11-05-2024                         | Universidad Católica               | 3                                  | 2                                  | O'Higgins                          | Santiago                           | Santa Laura                        | 2024                               | Primera División                   |
| 35                                 | 25-05-2024                         | Universidad Católica               | 4                                  | 1                                  | Cobreloa                           | Santiago                           | Santa Laura                        | 2024                               | Primera División                   |
| 36                                 | 20-07-2024                         | Universidad Católica               | 2                                  | 0                                  | Unión La Calera                    | Santiago                           | Santa Laura                        | 2024                               | Primera División                   |
| 37                                 | 25-04-2025                         | Universidad Católica               | 6                                  | 0                                  | Everton                            | Santiago                           | Bicentenario                       | 2025                               | Primera División                   |

### Tripletes
| Partidos en los que anotó tres o más goles | Partidos en los que anotó tres o más goles | Partidos en los que anotó tres o más goles | Partidos en los que anotó tres o más goles | Partidos en los que anotó tres o más goles | Partidos en los que anotó tres o más goles | Partidos en los que anotó tres o más goles |
| N.º                                        | Fecha                                      | Estadio                                    | Partido                                    | Goles                                      | Resultado                                  | Competición                                |
| ------------------------------------------ | ------------------------------------------ | ------------------------------------------ | ------------------------------------------ | ------------------------------------------ | ------------------------------------------ | ------------------------------------------ |
| 1                                          | 7 de octubre de 2023                       | El Teniente, Rancagua                      | O'Higgins - Universidad Católica           |                                            | 0 - 3                                      | Primera División 2023                      |

## Palmarés

### Títulos nacionales
| Título             | Equipo               | País      | Año     |
| ------------------ | -------------------- | --------- | ------- |
| Copa Argentina     | Rosario Central      | Argentina | 2017-18 |
| Primera División   | Universidad Católica | Chile     | 2020    |
| Supercopa de Chile | Universidad Católica | Chile     | 2020    |
| Supercopa de Chile | Universidad Católica | Chile     | 2021    |
| Primera División   | Universidad Católica | Chile     | 2021    |

### Distinciones individuales
| Distinción                                                                                | Año       |
| ----------------------------------------------------------------------------------------- | --------- |
| Máximo goleador del Torneo Argentino A (22 goles)                                         | 2013-14   |
| Máximo goleador de la Primera B Nacional (25 goles)                                       | 2015      |
| Máximo goleador de la Primera División de Chile (20 goles)                                | 2020      |
| Mejor delantero de 2020 por Encuesta El Deportivo de La Tercera                           | 2020      |
| Parte del Equipo Ideal de El Gráfico Chile - ANFP                                         | 2020      |
| Goleador del año por Revista El Gráfico Chile - ANFP                                      | 2020      |
| Máximo goleador de la Primera División de Chile (23 goles)                                | 2021      |
| Mejor delantero de 2021 por Encuesta El Deportivo de La Tercera                           | 2021      |
| Mejor futbolista 2021 por Encuesta El Deportivo de La Tercera                             | 2021      |
| Máximo goleador de la Primera División de Chile (18 goles)                                | 2022      |
| Premio al goleador del año en la Gala Crack Easy                                          | 2022      |
| Máximo goleador de la Copa Chile (6 goles)                                                | 2022      |
| Máximo goleador de la Primera División de Chile (17 goles)                                | 2023      |
| Equipo ideal del año en la Gala Crack Easy                                                | 2023      |
| Mejor jugador del año en la Gala Crack Easy                                               | 2023      |
| Mejor gol del primer semestre de la Primera División en la Gala Crack Easy                | 2024      |
| Máximo goleador histórico de Universidad Católica (121 goles)                             | 2020-Act. |
| Máximo goleador de la Primera División de Chile (19 goles)                                | 2024      |
| Mejor jugador del año en la Gala Crack Easy                                               | 2024      |
| Equipo ideal del año en la Gala Crack Easy                                                | 2024      |
| Premio Goleador Experto Easy en la Gala Crack Easy 2024                                   | 2024      |
| Mejor gol de la Primera División de Chile en la Gala Crack Easy                           | 2024      |
| Mejor futbolista profesional del año, según el Círculo de Periodistas Deportivos de Chile | 2024      |

### Capitán de Universidad Católica
| Predecesor: Matías Dituro | Capitán de Universidad Católica 2023 - presente | Sucesor: - |